# Silbergibbon
Der Silbergibbon (Hylobates moloch), manchmal auch Java-Gibbon oder Wauwau genannt, ist eine auf Java endemische Primatenart aus der Familie der Gibbons (Hylobatidae).

## Merkmale

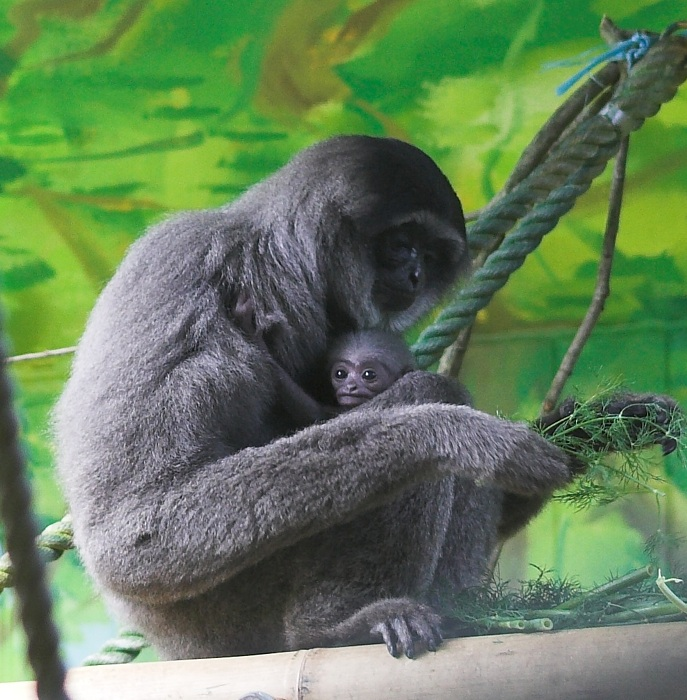
Silbergibbon mit Jungtier

Es sind keine genauen Körpermaße bekannt, aber Silbergibbons erreichen ein durchschnittliches Gewicht von 6 kg. Das Fell ist sehr lang und gleichmäßig silbrig-grau. Das Gesicht ist schwärzlich und mindestens ein Hauch von schwarz auf dem Kopf und an der Brust. Außerdem besitzt der Silbergibbon einen schwach ausgeprägten, hellen Gesichtsring, einen kurzen, weißen Bart am Kinn, und auffällige Augenbrauen. Das Kopfhaar ist fächerartig nach hinten gerichtet und an den Ohren etwas länger. Die Zähne sind beträchtlich größer als die der anderen Gibbonarten mit großen Eck- und Schneidezähnen, einen unreduzierten, dritten Mahlzahn und häufig mehreren Zahnhöckern. Die silbrig-graue Fellfarbe, die relativ großen Zähne und seine Rufe sind wichtige Merkmale, die den Silbergibbon von anderen Gibbonarten unterscheiden.

## Verbreitung und Lebensraum

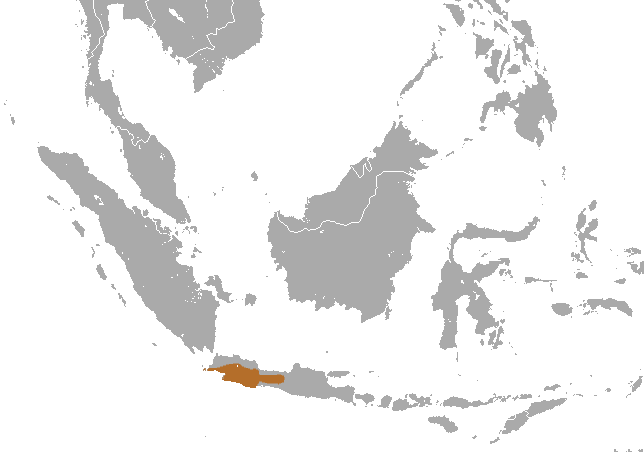
Verbreitungskarte

Der Silbergibbon kommt hauptsächlich im westlichen Java, allerdings auch in einer kleinen Region im zentralen Teil der Insel, vor.
Regenwälder in Höhen bis zu 2400 m (normalerweise aber unter 1600 m) stellen den Lebensraum des Silbergibbons dar. Er bevorzugt pflanzenreiche, relativ unberührte Wälder, aber er kann auch in moderat zerstörten Wäldern zu finden sein.

## Lebensweise und Fortpflanzung
Der Silbergibbon ist ein tagaktiver Baumbewohner. Reviere erstrecken sich über 17–60 ha. Generell verteidigen die Männchen diese gegen rivalisierende Männchen und externe Gefahren, während Weibchen die Gruppe leiten und andere Weibchen vertreiben. Es wird vermutet, dass der Silbergibbon wie der Mentawai-Gibbon (H. klossii) keine Duetts singt, aber detaillierte Studien sind nötig, um dies zu bestätigen.
Der Speiseplan des Silbergibbons besteht überwiegend aus Früchten (61 %) und Blättern (38 %), außerdem fressen sie noch Blumen und Insekten.
Der Abstand zwischen den Geburten beträgt drei Jahre. Silbergibbons erreichen die Geschlechtsreife mit 8 bis 10 Jahren und pflanzen sich mit 10 bis 12 Jahren vermutlich das erste Mal fort. Jungtiere sind cremefarben mit einem schwach angedeuteten Gesichtsring und einem rosa Gesicht. Das Fell verdunkelt sich rasch zu der Fellfarbe von adulten Tieren. Ein weiblicher Silbergibbon erreichte im Winnipeg-Zoo in Kanada ein Lebensalter von 50 Jahren.
Hybride zwischen dem Silbergibbon und dem Weißhandgibbon (H. lar) sind bekannt.
Auch mit dem Müller-Gibbon (H. muelleri) sind Hybride nachgewiesen worden.

## Bedrohung
Der Silbergibbon wird von der IUCN als „endangered“ (stark gefährdet) klassifiziert. Er lebt auf einer am dichtesten besiedelten Inseln der Welt und ist stark durch den Lebensraumverlust getroffen. Trotz gesetzlichen Schutzes seit 1924 ist die Anzahl von Silbergibbons gefährlich niedrig geworden. Historisches Abholzen zu Kolonialzeiten bestimmt immer noch die Landschaft und hat den Silbergibbons in Wälder an Bergen und Vulkanen gedrängt. Lebensraumzerstörung ist heute relativ niedrig und die Population scheinen stabil. Aber auch Handel mit Silbergibbons zum Beispiel als Haustier oder für die traditionelle, asiatische Medizin stellen eine Gefahr dar. Der Silbergibbon kommt an 15 Orten vor, von denen 9 Naturschutzgebiete sind. 2002 wurde die Zahl der Silbergibbons auf 4000 bis 4500 Individuen geschätzt, 2008 auf weniger als 2500 fortpflanzungsfähige Exemplare. Mehrere Tiergärten, darunter der Tierpark Hellabrunn in München, betreiben Zuchtprogramme.